# Trebnje (stacja kolejowa)
Trebnje – stacja kolejowa w Trebnje, w Słowenii. Znajduje się na linii Lublana – Metlika – Karlovac i Sevnica – Trebnje. Jest obsługiwana przez Slovenske železnice.
| Trebnje                            |  |                                         |
| Linia Sevnica – Trebnje (31,2 km)  |  |                                         |
|                                    |  | Trebnje Kamna Gora odległość: 1,3 km    |
| Linia Lublana – Karlovac (97,0 km) |  |                                         |
| Štefanodległość: 2,5 km            |  | Ponikve na Dolenjskem odległość: 3,0 km |